# Almarza de Cameros
Almarza de Cameros is een gemeente in de Spaanse provincie en regio La Rioja met een oppervlakte van 28,11 km². Almarza de Cameros telt 26 inwoners (1 januari 2016).

## Demografische ontwikkeling

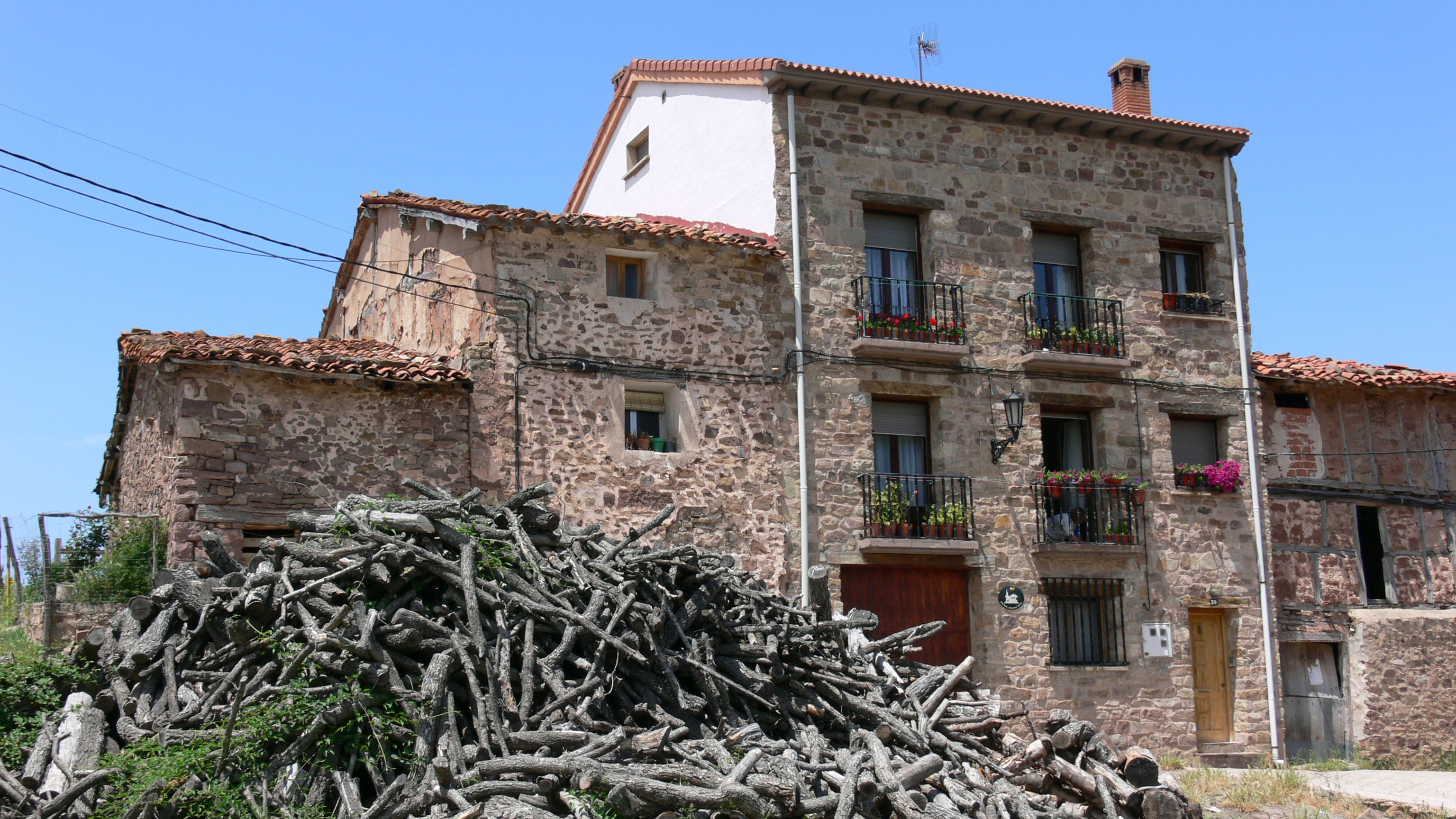
Dorpscentrum van Almarza de Cameros

Bron: INE, 1857-2011: volkstellingen
Opm.: In 1857 werd de gemeente Ribabellosa de Cameros aangehecht